# Hayfork (Californie)
Hayfork est une census designated place dans le comté de Trinity en Californie.
Sa population était de 2 368 habitants en 2010.

## Démographie
| 1990  | 2000  | 2010  | - | - | - |
| ----- | ----- | ----- | - | - | - |
| 2 549 | 2 315 | 2 368 | - | - | - |